# T Cephei
T Cephei è una stella gigante rossa situata nella costellazione di Cefeo a 685,22 anni luce dalla Terra.
T Cephei è una variabile di tipo Mira: la sua luminosità varia infatti tra la magnitudine 5,2 e 11,3 in 388,1 giorni. È una stella di classe spettrale M, pertanto di colore rosso, ed è 330 volte più grande del nostro Sole